# Stazione di Agualva-Cacém
La stazione di Agualva-Cacém è la principale stazione di Cacém e si trova al confine con la vicina Agualva.
Si trova in Largo da Estaçao, a Cacém, ed è una stazione con un grande flusso passeggeri.

## Trasporti
La stazione dispone di 2 binari passanti,uno per direzione (il primo binario è situato dove in realtà ci dovrebbe il secondo). Anche se nella stazione fermano solo treni urbani, regionali ed interregionali, il traffico è intenso. Vi fermano 334 treni dal lunedì al venerdì che però diventano 143 il sabato, la domenica e nei giorni feriali. Il traffico passeggeri è di circa 7.000.000 di passeggeri annui, con poco più di 19.000 passeggeri giornalieri. Nell'estate del 2009 è iniziato il rinnovamento della stazione.

## Caratteristiche
Il fabbricato è a due piani con il primo che ospita i servizi e il secondo l'abitazione privata del capostazione. La stazione dispone di biglietteria normale e self-service e delle obliteratrici. Dispone di una piccola sala d'attesa, di un bar, un telefono pubblico, dei servizi igienici che sono a pagamento, di una cassa bancomat e di una parte per lo shopping. Vi sono interscambi con autobus urbani e taxi.

## Servizi
La stazione dispone di:
- Biglietterie con sportello e automatiche
- Sottopassaggio
- Bar
- Capolinea e fermata autolinee urbane
- Taxi
- Bancomat
- Telefono pubblico
- Servizi igienici